# La Correspondencia de Cádiz
La Correspondencia de Cádiz fue un diario español publicado en la ciudad de Cádiz entre 1875 y 1910.

## Historia
Nacido en marzo de 1875, fue un diario de carácter independiente y conservador. Constituyó uno de los principales diarios editados de Cádiz durante el último tercio del siglo XIX, en directa competencia con el hegemónico Diario de Cádiz. En sus últimos tiempos estuvo dirigido por Francisco de Asís Cerón. Desapareció en 1910, siendo sustituido por La Información.